# Distretto di Kłodzko
Il distretto di Kłodzko (in polacco powiat kłodzki) è un distretto polacco appartenente al voivodato della Bassa Slesia.

## Geografia antropica

### Suddivisioni amministrative
Il distretto comprende 14 comuni.
- Comuni urbani: Duszniki-Zdrój, Kłodzko, Kudowa-Zdrój, Nowa Ruda, Polanica-Zdrój
- Comuni urbano-rurali: Bystrzyca Kłodzka, Lądek-Zdrój, Międzylesie, Radków, Stronie Śląskie, Szczytna
- Comuni rurali: Kłodzko, Lewin Kłodzki, Nowa Ruda